# ديريك تراسي
ديريك تراسي (بالإنجليزية: Derek Tracey)‏ (6 أبريل 1971 بدبلن في جمهورية أيرلندا - ) هو لاعب كرة قدم أيرلندي في مركز الوسط. لعب مع نادي شامروك روفرز.